# Канело Альварес — Калеб Плант
Бій Канело Альвареса проти Калебо Планта, названий « Дорога до Безперечного» — об'єднавчий професійний боксерський поєдинок у суперсередній вазі між чемпіонами WBA (Super), WBC, WBO та The Ring Канело Альваресом та чемпіоном IBF Калебом Плантом, з метою визначення першого безперечного чемпіона у другій середній вазі в історії боксу. Поєдинок відбувся на MGM Grand Garden Arena в Парадайзі, штат Невада у США 6 листопада 2021 року.

## Передумова
Рішення про проведення бою на MGM Grand Garden Arena в Парадайзі, штат Невада (США) було прийнято 18 вересня 2021 року але переговори зірвались через розбіжності під час укладення контракті. Потенційний бій з чемпіоном WBA (Super) у напівважкій вазі Дмитром Біволом тоді здавався ймовірним для Альвареса, однак дату 18 вересня було скасовано. Між двома сторонами була переглянута угода про бій. 19 серпня 2021 року було підтверджено, що обидва бійці погодилися на умови, і незабаром після цього бій було офіційно оголошено на сторінці Альвареса в Instagram.
21 вересня 2021 року між двома бійцями відбулася коротка сутичка під час своєї першої прес-конференції, на якій Альварес ініціював фізичний контакт під час їхнього бою, коли штовхнув Планта. Альварес заявив, що зробив це, тому що образився на використання Плантом слова «Motherfucker», інтерпретувавши це як образу його матері. Плант заперечив журналістам, що вживав звичайне американське прокляття в цьому контексті. Більше того, він звернув увагу на лицемірство Альвареса, точно вказавши, що Альварес раніше використовував таку ж образу проти Деметріуса Ендрада в ніч на 8 травня 2021 року після його бою проти Біллі Джо Сондерса в американському Арлінгтоні, штат Техас.
Поєдинки, представлені в андеркарті PPV, були оголошені 18 жовтня 2021 року: Ентоні Діррелл зіграє з Маркосом Ернандесом, Рей Варгас — з Леонардо Баесом, а Елвіс Родрігес — з Хуаном Пабло Ромеро.

## Телемовлення
| Країна/Регіон   | Безкоштовний                    | Кабельний/супутниковий | PPV                     | Потік                   |
| --------------- | ------------------------------- | ---------------------- | ----------------------- | ----------------------- |
| США (host)      | Н/Д                             | Н/Д                    | Showtime                | Showtime                |
| Мексика         | Azteca 7 Azteca Uno adn40 A Más | Н/Д                    | Н/Д                     | TV Azteca Deportes      |
| Австралія       | Н/Д                             | Н/Д                    | Main Event, Kayo Sports | Main Event, Kayo Sports |
| Латвія          | Н/Д                             | Н/Д                    | Н/Д                     | Go3                     |
| Велика Британія | Н/Д                             | Н/Д                    | BT Sport Box Office     | BT Sport Box Office     |
| Ірландія        | Н/Д                             | Н/Д                    | BT Sport Box Office     | BT Sport Box Office     |
| Росія           | Н/Д                             | Match TV               | Н/Д                     | Н/Д                     |
| Туреччина       | Н/Д                             | Н/Д                    | Н/Д                     | S Sport Plus            |